# Римски храм
Древните римски храмове са сред най-важните сгради в римската култура и някои от най-богатите сгради в римската архитектура, въпреки че само малко оцеляват в непокътнат вид.
Днес те остават „най-очевидния символ на римската архитектура“. Тяхното изграждане и поддръжка е основна задача на древната римска религия и всички градове, претендиращи да имат значение, са имали поне един главен храм, както и по-малки светилища. В главната зала (цела) се пази култовият образ на божеството, на което е бил посветен храмът, а често и малък олтар за тамян или възлияния. Зад целата се намира стая или стаи, използвани от служителите на храма за съхраняване на оборудване и дарове. Обикновеният поклонник рядко влиза в целата и повечето публични церемонии се провеждат навън, на портика, като множеството се събира в околността на храма.
Най-често срещаният архитектурен план на основите е правоъгълен, с висок подиум, с портик в горната част на стъпалата и триъгълен фронтон над колоните. Страничните и задната фасади на сградата имат много по-малък архитектурен акцент и обикновено нямат входове. Съществуват и кръгови планове на основите, обикновено обградени отвсякъде с колони, а извън Италия на много места се намесват и традиционните местни стилове. Римската форма на храма първоначално се е развивала от етруските храмове, които на свой ред са повлияни от Древна Гърция.
Публичните религиозни церемонии на официалната римска религия се провеждат на открито, а не в сградата на храма. Някои церемонии са под форма на процесии, които започват, посещават или завършват в храма или светилището, където се съхранява и изважда за употреба ритуалният обект. Жертвоприношенията, предимно на животни, се правят на открит олтар; често на тесни удължения на подиума отстрани от стъпалата. Особено по време на империята екзотичните чуждестранни култове придобиват свои последователи в Рим и са местни религии в голяма част от разширената империя. Те често имали много различни практики, някои предпочитат за поклонение подземни места, докато други, като ранните християни, се молят в къщи. 
Някои останки от римски храмове оцеляват, преди всичко в самия Рим, но сравнително малко остават непокътнати изцяло и те почти всички са превърнати в християнски църкви (а понякога впоследствие и в джамии), обикновено доста след възприемането на християнството при Константин. Упадъкът на римската религия е сравнително бавен, а съдбата на самите храмове е решена с указ на император Хонорий през 415 година. Например църквата Санти Косма е Дамяно, на Римския форум, някога Храмът на Ромул, е осветена като църква през 527 година. Най-известният храм е Пантеонът в Рим, който обаче е много нетипичен, тъй като е много голям кръгов храм с великолепен бетонен покрив, с конвенционална фасада с портик. 